# 內政部警政署保安警察第五總隊
內政部警政署保安警察第五總隊，簡稱保五（或保五總隊），為隸屬於內政部警政署的保安警察機關，總隊部位於高雄市仁武區。

## 歷史
1989年，因應地方治安任務需要，奉行政院核定，臺灣省保安警察第一總隊第二大隊擴大整編為保安警察第五總隊。1990年1月1日，保安警察第五總隊在岡山營區成立，隸屬於內政部警政署，並向中華民國國防部申請撥用中華民國陸軍仁武營區土地。1996年3月1日，保安警察第五總隊總隊部由岡山營區移駐仁武營區，岡山營區繼續運作。

## 任務
- 拱衛中央政府憲政機關，準備應變及協助地方治安事項。
- 支援協助刑事警察局及各縣市警察局等單位，保安警力派遣、勤務規劃、訓練、督導及業務有關刑事、國際工作。
- 支援處理群眾活動勤務，有關保安警備、警戒、警衛及社會秩序維護等事項。

## 駐地

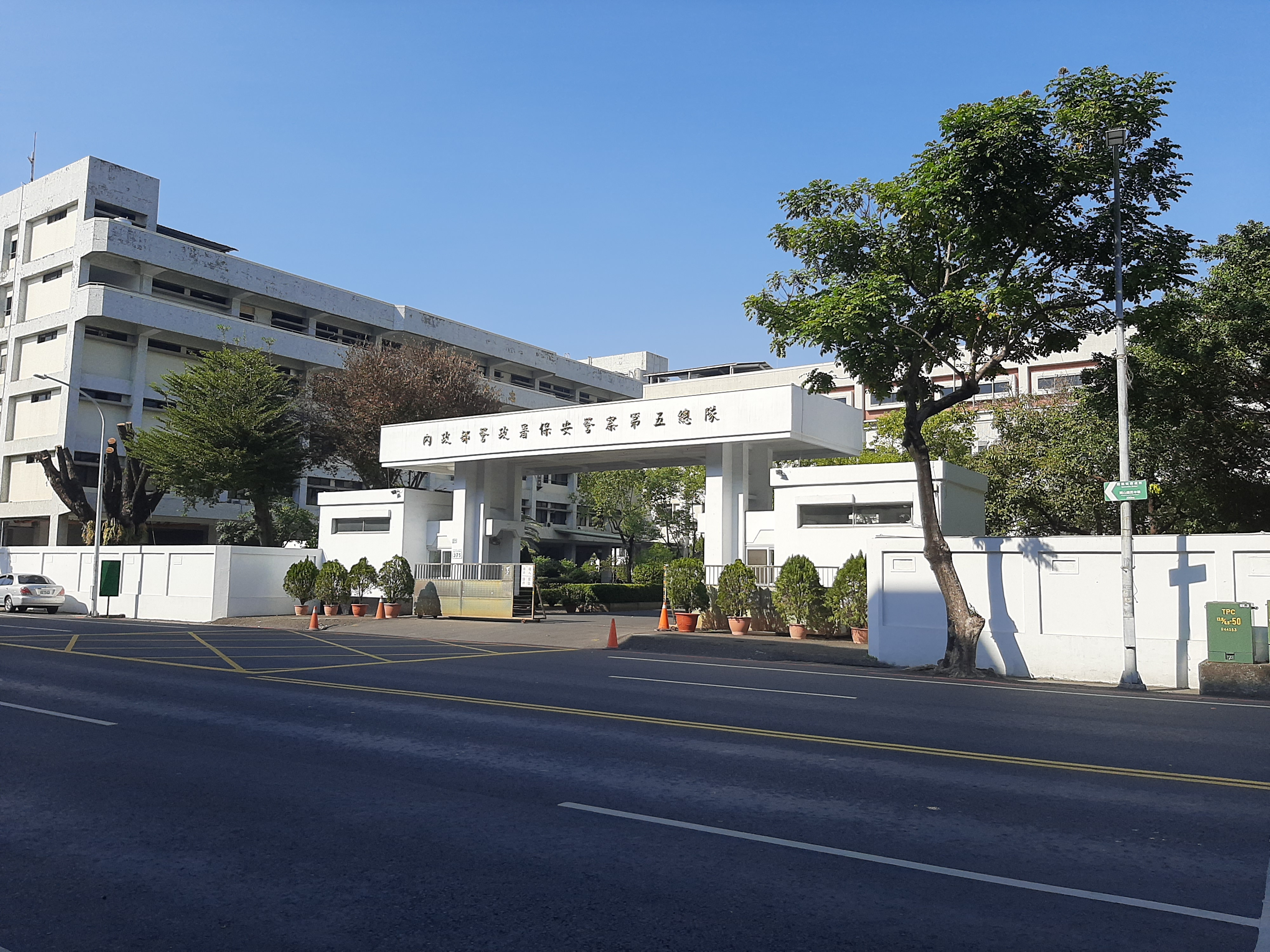
岡山營區

- 仁武營區（高雄市仁武區）
  - 總隊部
  - 第一大隊
  - 第四大隊
- 岡山營區（高雄市岡山區）
  - 第二大隊
  - 第三大隊

## 現任機關首長
| 職稱     | 姓名   | 佩階     | 警察學歷/期別                  | 主要經歷                       |
| -------- | ------ | -------- | ------------------------------ | ------------------------------ |
| 總隊長   | 王文澤 | 三線二星 | 中央警察大學行政警察學系第53期 | 新北市政府警察局副局長         |
| 副總隊長 | 陳文耀 | 三線二星 | 中央警察大學戶政警察學系第52期 | 高雄市政府警察局左營分局分局長 |
| 主任秘書 | 林英仁 | 三線二星 | 中央警官學校行政警察學系第55期 | 臺南市政府警察局保安科科長     |

## 歷任總隊長
| 任 別 | 姓 名  | 任職期間                      | 備 註                                                                      |
| ----- | ------ | ----------------------------- | -------------------------------------------------------------------------- |
| 1     | 張鵬程 | 1989年12月16日－1994年8月1日  |                                                                            |
| 代理  | 王永惠 | 1994年8月1日－1994年9月1日    | 副總隊長代理                                                               |
| 2     | 李明德 | 1994年9月1日－1995年4月1日    |                                                                            |
| 3     | 施淵源 | 1995年4月1日－1997年1月16日   |                                                                            |
| 4     | 何海杰 | 1997年1月16日－1998年2月23日  |                                                                            |
| 5     | 陳雲英 | 1998年2月23日－1999年1月16日  |                                                                            |
| 代理  | 蕭季慧 | 1999年1月16日－1999年11月22日 | 副總隊長代理                                                               |
| 6     | 黃俊宏 | 1999年11月22日－2003年7月21日 | 後任內政部警政署主任秘書                                                   |
| 7     | 莊清賢 | 2003年7月21日－2008年9月30日  | 原任內政部警政署人事室主任 後任保安警察第六總隊總隊長                      |
| 代理  | 李水儀 | 2008年9月30日－2008年12月1日  | 副總隊長代理                                                               |
| 8     | 蘇清彥 | 2008年12月1日－2010年7月16日  | 原任高雄市政府警察局副局長                                                 |
| 代理  | 李水儀 | 2010年7月16日－2012年4月2日   | 副總隊長代理                                                               |
| 9     | 黃宗仁 | 2012年4月2日－2014年7月28日   | 中央警官學校正科45期 原任桃園縣政府警察局副局長 後任內政部警政署警政委員   |
| 代理  | 江雅文 | 2014年7月28日－2014年9月2日   | 副總隊長代理                                                               |
| 10    | 劉柏良 | 2014年9月2日－2015年2月11日   | 中央警官學校正科44期 原任刑事警察局副局長 後任鐵路警察局局長               |
| 11    | 陳長勝 | 2015年2月11日－2015年9月15日  | 中央警官學校正科43期 原任臺中市政府警察局副局長 後任臺中市政府警察局副局長 |
| 12    | 陳福榮 | 2015年9月15日－2016年7月16日  | 中央警官學校正科42期 原任高雄市政府警察局副局長 後任內政部警政署警政委員   |
| 13    | 阮清陽 | 2016年7月16日－2018年7月16日  | 中央警官學校正科41期 原任高雄市政府警察局副局長 屆齡退休                   |
| 14    | 謝榮隆 | 2018年7月16日－2019年4月12日  | 中央警官學校正科44期 原任桃園市政府警察局副局長 後任高雄市政府警察局副局長 |
| 15    | 鄭明忠 | 2019年4月12日－2020年6月22日  | 中央警官學校正科51期 原任高雄市政府警察局副局長 後任內政部警政署警政委員   |
| 16    | 高壽孫 | 2020年6月22日－2021年6月2日   | 中央警官學校正科47期 原任臺北市政府警察局副局長 提前退休                   |
| 代理  | 王文澤 | 2021年6月2日－2021年8月24日   | 副總隊長代理 後任內政部警政署保防組組長                                    |
| 17    | 林水順 | 2021年8月24日－2022年1月16日  | 中央警官學校正科47期 原任臺北市政府警察局副局長 後任保安警察第六總隊總隊長 |
| 18    | 薛文容 | 2022年1月17日－2022年7月17日  | 中央警官學校正科48期 原任桃園市政府警察局副局長 後任內政部警政署警政委員   |
| 19    | 賈樂吉 | 2022年7月18日－2023年1月16日  | 中央警官學校正科48期 原任高雄市政府警察局副局長 後任內政部警政署警政委員   |
| 20    | 趙瑞華 | 2023年1月16日－2025年1月15日  | 中央警官學校正科50期 原任高雄市政府警察局副局長                            |

|-
|21
|王文澤
|2025年1月16日－現任
|中央警察大學行政警察學系53期
|}
|-

## 外部連結
- 內政部警政署保安警察第五總隊全球資訊網 （页面存档备份，存于）
- 內政部警政署保安警察第五總隊的Facebook專頁
- NPA 署長室的Facebook專頁
- YouTube上的內政部警政署保安警察第五總隊頻道